# Cinq Petites Pièces pour piano
Les Cinq Petites Pièces pour piano, ou Cinq Petites Pièces pour piano (pas très faciles), op. 117 à 121, sont un ensemble de pièces pour piano composées par Mel Bonis entre 1927 et 1928 et publiées en 1929.

## Composition
Mel Bonis compose ses Cinq Petites Pièces pour piano entre 1927 et 1928. L'œuvre se compose de cinq mouvements. Le premier morceau, Une Flûte soupire, existe sous deux manuscrits différents, l'un intitulé « Une flûte invisible soupière, pièce pour piano » et portant en exergue « Viens, une flûte invisible soupire dans les vergers. V. H. » et l'autre « Une flûte soupire », elle porte la date de 1928. La Berceuse triste est datée de 1927. Agitato porte la date de 1928. Les Cloches lointaines existe en deux manuscrits dont un daté de 1927. Les œuvres ont été publiées en 1929 par les éditions Sénart, puis en 2006 par les éditions Furore. L'œuvre est dédiée à Madeleine Quinet.
Une flûte soupire existe aussi en version pour flûte et piano, le manuscrit ne porte pas de date mais porte comme précision « transcription pour flûte et piano ». Dans cette version, elle a été publiée en 1939 par les éditions Sénart puis en 2000 par les éditions Kossack.

## Structure
La suite se compose de cinq mouvements :
1. Une flûte soupire, op. 117
2. Berceuse triste, op. 118
3. Boston Valse (ou Valse lente), op. 119
4. Agitato, op. 120
5. Cloches lointaines, op. 121

## Analyse
François de Médicis précise dans son article « La musique pour piano » que la Boston Valse fait partie des très nombreuses valses que Mel Bonis a composé. Elle est proche des valses-caprices de Gabriel Fauré ou de La Plus que lente de Claude Debussy, ou même de la tradition pas ancienne des valses schubertiennes ou chopiniennes.

## Edition actuelle
- in Mel Bonis, œuvre pour piano, Voume 7, Pièces pittoresques et poétiques C ; Editions Furore, 2006

## Discographie
- La Joueuse de flûte, Romantic Flute Music, Mel Bonis, Tatjana Ruhland (flûte), Florian Wiek (piano), Hänssler classic.
- Musique de chambre avec flûte, Mel Bonis, Jean-Michel Varache (flûte), Jérôme Granjon (piano), Urtext.
- L'ange gardien, par Laurent Martin (piano), Ligia Digital LIDI 01033181-07, 2007 (OCLC 884450880)
- Myriam Barbaux-Cohen (piano) et Mel Bonis, Mémoires d'une femme, Ars Produktion, janvier 2022. (EAN 4260052383490)

## Sources
- Étienne Jardin, Mel Bonis (1858-1937) : parcours d'une compositrice de la Belle Époque, 2020 (ISBN 978-2-330-13313-9 et 2-330-13313-8, OCLC 1153996478, lire en ligne)